# Pherbina cayennensis
Pherbina cayennensis är en tvåvingeart som beskrevs av Robineau-desvoidy 1830. Pherbina cayennensis ingår i släktet Pherbina och familjen kärrflugor.
Artens utbredningsområde är Franska Guyana. Inga underarter finns listade i Catalogue of Life.